# Niger Telecoms
Niger Telecoms ist ein Telekommunikationsunternehmen in Niger.

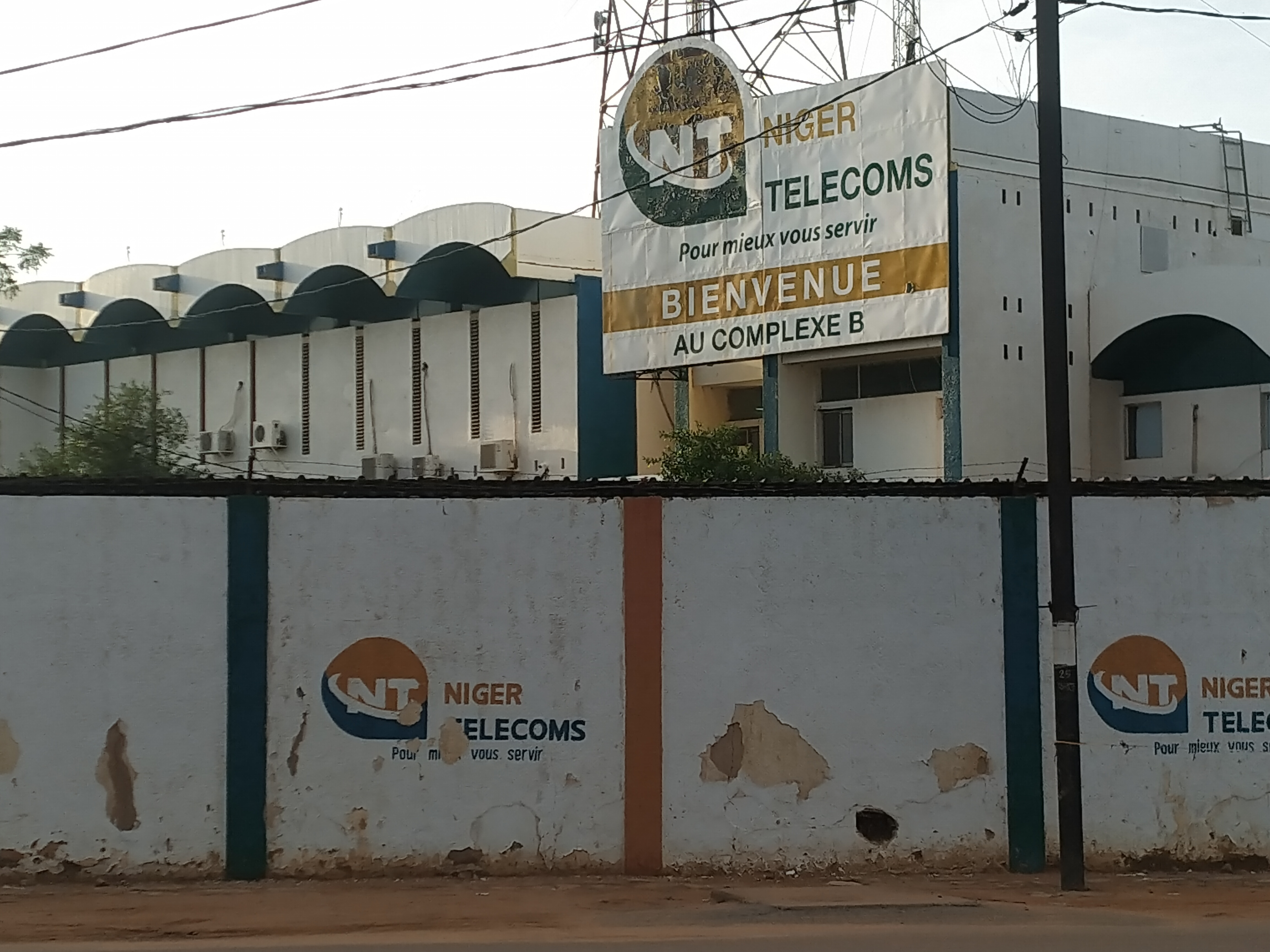
Sitz von Niger Telecoms in Niamey (2022)

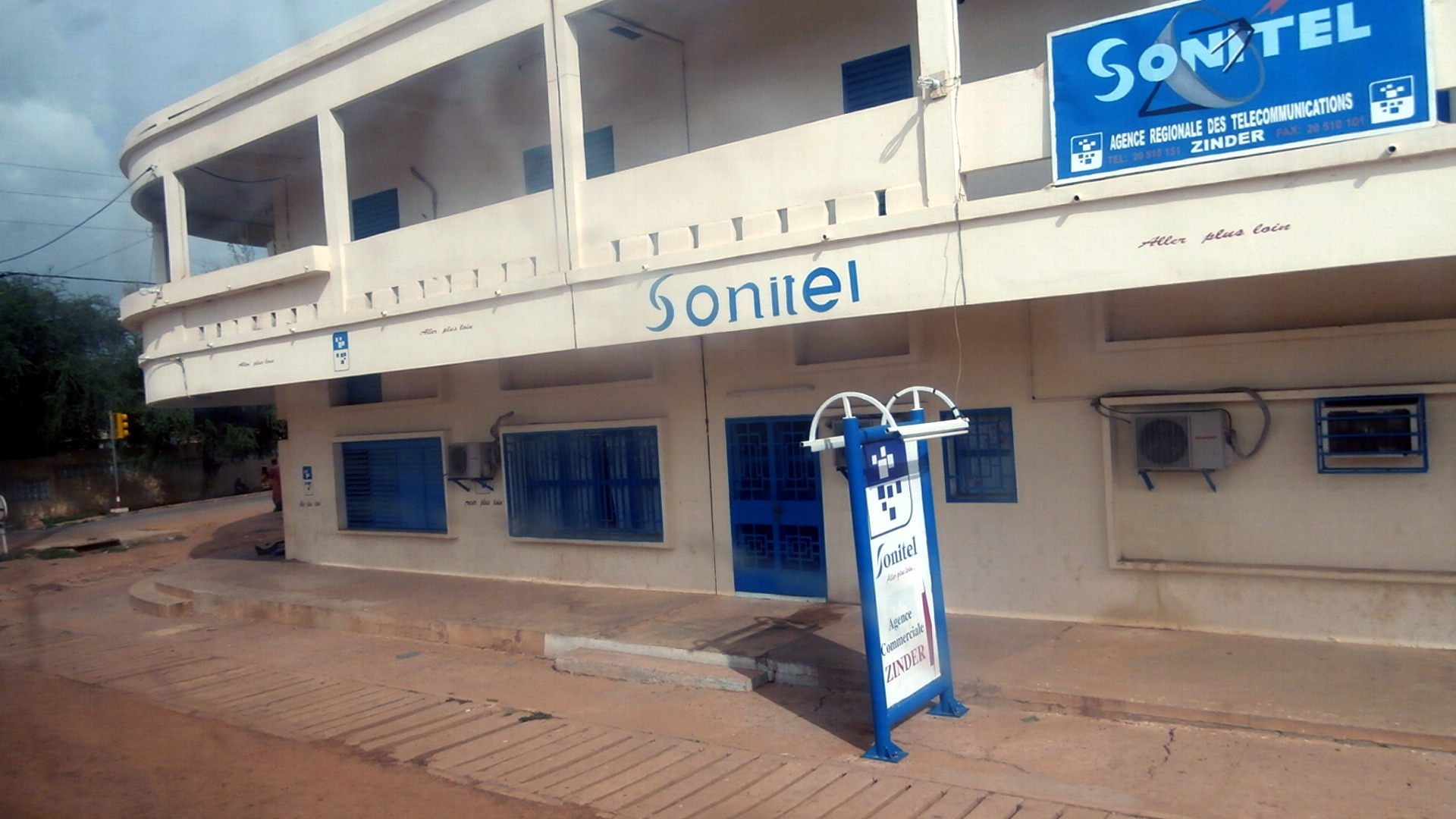
Eine Sonitel-Niederlassung in Zinder (2013)

Das Unternehmen geht auf den Office des Postes et Télécommunications (OPT) zurück, das 1959 gegründete und sich in Staatsbesitz befindliche Büro für Post und Telekommunikation Nigers. Unter der Ägide von Kommunikationsministerin Mariama Gamatié Bayard wurde der OPT 1997 teilprivatisiert. Während der Bereich Post in Staatsbesitz verblieb und später unter dem Namen Niger Poste firmierte, wurde der Bereich Telekommunikation mit der Société des Télécommunications Internationales du Niger (STIN) zur unabhängigen Société Nigérienne des Télécommunications (Sonitel) fusioniert. Das Unternehmen war mit 22,7 Milliarden CFA-Franc kapitalisiert. Im Jahr 2001 wurden 51 % der Sonitel an ein Konsortium bestehend aus der chinesischen ZTE und der libyschen LAAICO verkauft. Der nigrische Staat behielt 34,11 % des Unternehmens, während der Rest an nigrisches Privatkapital und Sonitel-Angestellte ging. Das Geschäft wurde in den Medien Nigers vielfach kritisiert.
Die Privatisierung des Markts für Mobiltelefonie 2004 brachte die angeschlagene Sonitel in zusätzliche Schwierigkeiten, da ihr Mobiltelefonie-Zweig SahelCom beträchtliche Marktanteile an ausländische Anbieter wie Celtel verlor. Im Bereich Internet behielt die Sonitel ihre Marktführerschaft, musste sich allerdings gegen die französische Orange behaupten, die 2007 die erste an ein ausländisches Unternehmen vergebene kombinierte Lizenz für Festnetz, Mobiltelefon und Internet erhielt. Die Schulden von Sonitel stiegen auf 40 Milliarden CFA-Franc. Es kam zu Protesten und Streiks von Mitarbeitern wegen ausständiger Lohnzahlungen und schlechter Arbeitsbedingungen. Schließlich wurde die Sonitel 2009 wieder vollständig verstaatlicht. Sonitel (für Festnetztelefonie und Internet) und SahelCom (für Mobiltelefonie und Internet) wurden zu voneinander unabhängigen Gesellschaften. Ein Versuch, beide Unternehmen 2011 an den Staatsfonds Libyens zu verkaufen, scheiterte wegen des beginnenden Ersten libyschen Bürgerkriegs. Die Sonitel hatte – wenn auch mit nur 155.490 Teilnehmern im Jahr 2014 – ein De-facto-Monopol bei Festnetzanschlüssen. Über ein Mobiltelefon verfügten 2015 sieben von 15 Millionen Nigrern. Davon entfielen 347.000 auf die SahelCom, die weit abgeschlagen hinter dem Marktführer Bharti Airtel aus Indien sowie hinter Orange und Maroc Telecom blieb.
Telekommunikationsminister Yahouza Sadissou gab am 28. September 2016 die Fusion von Sonitel und SahelCom zum neuen Unternehmen Niger Telecoms bekannt. Die Verbindung von Festnetz- und Mobiltelefonangeboten in einer einzigen nationalen Gesellschaft folgte dem Vorbild anderer Länder in der Region und soll zur Bündelung von Ressourcen führen. Niger Telecoms erhielt ein Startkapital von 23,5 Milliarden CFA-Franc. Zum ersten Generaldirektor von Niger Telecoms ernannte die Regierung am 3. November 2016 den Manager und Parlamentsabgeordneten Abdou Harouna.